# Aristokles (Bildhauer, 6. Jahrhundert v. Chr.)

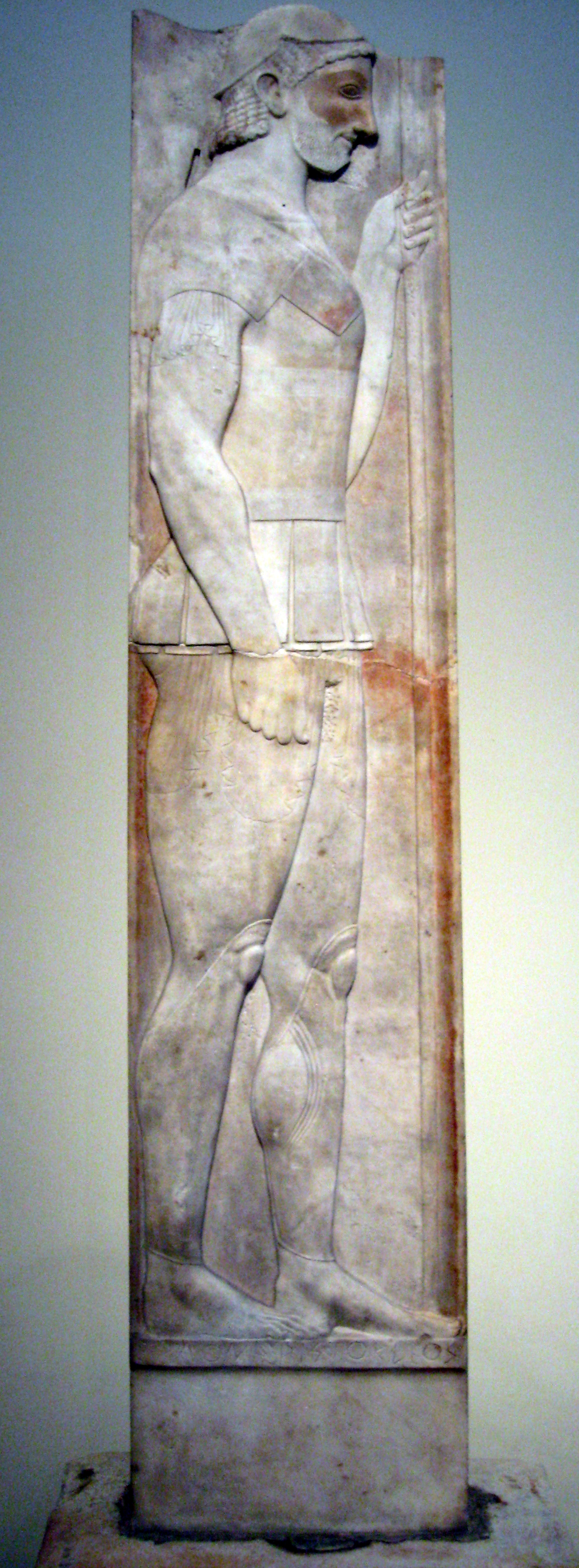
Grabstele des Aristion im Archäologischen Nationalmuseum Athen, die Künstlersignatur ist unter den Füßen zu finden

Aristokles (altgriechisch Ἀριστοκλῆς) war ein griechischer Bildhauer, der in der zweiten Hälfte des 6. Jahrhunderts v. Chr. tätig war.
Aristokles war in Attika tätig. Laut einer Inschrift – ἔργον Ἀριστοκλέος „Werk des Aristokles“ – war er der Schöpfer eines bekannten 1839 in Velanideza gefundenen Grabmals, der Grabstele des Aristion, das aus Stilgründen um das Jahr 510 v. Chr. datiert wird. Zudem wurden mehrere weitere Basen gefunden, die Aristokles als Bildhauer nennen und in der Themistokles-Mauer verbaut wurden. Josef Floren schreibt ihm weitere Werke aus dieser Zeit zu. Auch weitere Werke und stilistische Verbindungen werden in der Forschung vorgeschlagen. Nicht beweisbar ist eine Identität mit einem gleichnamigen Erzbildner aus Sikyon oder einem gleichnamigen Bildhauer aus Kydonia.

## Belege
1. ↑  Inscriptiones Graecae (IG) I³ 1256.
2. ↑  Die griechische Plastik. Bd. 1.: Die geometrische und archaische Plastik, Beck, München 1987, ISBN 3-406-31718-9 (Handbuch der Archäologie).

| Personendaten    | Personendaten                                      |
| ---------------- | -------------------------------------------------- |
| NAME             | Aristokles                                         |
| ALTERNATIVNAMEN  | Ἀριστοκλῆς                                         |
| KURZBESCHREIBUNG | altgriechischer Bildhauer                          |
| GEBURTSDATUM     | 6. Jahrhundert v. Chr.                             |
| STERBEDATUM      | 6. Jahrhundert v. Chr. oder 5. Jahrhundert v. Chr. |